# Pampas (distrito)
Pampas é um distrito peruano localizado na Província de Huaraz, departamento Ancash. Sua capital é a cidade de Pampas.

## Transporte
O distrito de Pampas é servido pela seguinte rodovia:
- PE-14, que liga o distrito de Huaraz à cidade de Casma [2][3][4]